# Kuurne–Brusel–Kuurne
Kuurne–Brusel–Kuurne je jednodenní cyklistický závod konaný v Belgii. Koná se den po závodu Omloop Het Nieuwsblad poslední neděli února nebo první neděli března a uzavírá úvodní víkend belgické cyklistické sezóny. Závod je součástí UCI ProSeries na úrovni 1.Pro. Tom Boonen je nejúspěšnějším účastníkem závodu díky svým 3 vítězstvím.

## Historie

### Úvodní ročníky
První ročník závodu se konal v roce 1946 a začínal ve městě Kuurne, známém svým textilním průmyslem, směřoval do Bruselu a následně se vrátil zpět do Kuurne. V 50. letech sloužil jako úvodní závod belgické cyklistické sezóny. Když se začal Brusel stávat nepřístupných pro cyklistický závod, byl závod přeplánován směrem do Vlámských Arden. Zároveň byl také přejmenován na "Omloop der beide Vlaanderen". V roce 1979 se však organizátoři rozhodli vrátit zpět původní název Kuurne–Brusel–Kuurne.

### Počasí
Vzhledem k zimními termínu závodu je často závod poznamenán špatnými povětrnostními podmínkami. Tři ročníky musely být zrušeny kvůli sněžení nebo mrazu, a to 1986, 1993 a 2013. Ročník 2010 se konal v extrémních podmínkách, protože zbytky orkánu Xynthia provázené silným větrem a prudkým deštěm zasáhly Belgii. Závod musel být zkrácen o 20 km kvůli spadlému stromu na silnici. Vítězem se stal Nizozemec Bobbie Traksel. Do cíle dojelo pouze 26 jezdců z původních 195. V roce 2004 se Kuurne stalo úvodním závodem sezóny po zrušení Omloopu Het Nieuwsbladu kvůli sněhu, který stihl přes noc roztát.

## Seznam vítězů
| Rok  | Země               | Jezdec                 | Tým                         |
| ---- | ------------------ | ---------------------- | --------------------------- |
| 1946 | Belgie             | Henri Delmuylle        | individuální                |
| 1947 | Belgie             | André Pieters          | Celta–Erka                  |
| 1948 | Belgie             | Achiel Buysse          | Thompson                    |
| 1949 | Belgie             | Albert Decin           | La Française–Dunlop         |
| 1950 | Belgie             | Valère Ollivier        | Bertin–Wolber               |
| 1951 | Belgie             | André Declerck         | Bertin–Wolber               |
| 1952 | Belgie             | André Maelbrancke      | Devos Sport                 |
| 1953 | Belgie             | Leopold De Graeveleyn  | Mercier–Hutchinson          |
| 1954 | Belgie             | Leon Van Daele         | Bertin–d'Alessandro         |
| 1955 | Belgie             | Joseph Planckaert      | Elvé–Peugeot                |
| 1956 | Belgie             | Henri Denijs           | Bertin–Huret                |
| 1957 | Belgie             | Joseph Verhelts        | Faema–Guerra                |
| 1958 | Belgie             | Gilbert Desmet         | Faema–Guerra                |
| 1959 | Belgie             | Gentiel Saelens        | Flandria–Dr. Mann           |
| 1960 | Belgie             | Joseph Planckaert      | Helyett–Fynsec              |
| 1961 | Belgie             | Alfred De Bruyne       | Baratti–Milano              |
| 1961 | Belgie             | Leon Van Daele         | Wiel's–Flandria             |
| 1962 | Nizozemsko         | Piet Rentmeester       | Gitane–Leroux               |
| 1963 | Belgie             | Noël Foré              | Faema–Flandria              |
| 1964 | Belgie             | Arthur De Cabooter     | Solo–Superia                |
| 1965 | Belgie             | Guido Reybrouck        | Flandria–Romeo              |
| 1966 | Belgie             | Gustaaf Desmet         | Wiel's–Groene Leeuw         |
| 1967 | Belgie             | Daniel Van Rijckeghem  | Mann–Grundig                |
| 1968 | Belgie             | Eric Leman             | Flandria–De Clerck          |
| 1969 | Belgie             | Freddy Decloedt        | Pull Over Centrale–Tasmania |
| 1970 | Belgie             | Roger De Vlaeminck     | Flandria–Mars               |
| 1971 | Belgie             | Roger De Vlaeminck     | Flandria–Mars               |
| 1972 | Belgie             | Gustaaf Van Roosbroeck | Watney–Avia                 |
| 1973 | Belgie             | Walter Planckaert      | Watney–Maes                 |
| 1974 | Belgie             | Wilfried Wesemael      | MIC–Ludo–De Gribaldy        |
| 1975 | Belgie             | Frans Verhaegen        | IJsboerke–Colner            |
| 1976 | Belgie             | Frans Verhaegen        | Flandria Velda              |
| 1977 | Belgie             | Patrick Sercu          | Fiat France                 |
| 1978 | Belgie             | Patrick Lefevere       | Marc Zeepcentrale–Superia   |
| 1979 | Belgie             | Walter Planckaert      | Mini Fiat–V.D.B.            |
| 1980 | Nizozemsko         | Jan Raas               | TI–Raleigh                  |
| 1981 | Belgie             | Jos Jacobs             | Capri Sonne                 |
| 1982 | Německo            | Gregor Braun           | Capri Sonne                 |
| 1983 | Nizozemsko         | Jan Raas               | TI–Raleigh                  |
| 1984 | Nizozemsko         | Jos Lammertink         | Panasonic                   |
| 1985 | Belgie             | William Tackaert       | Fangio–Ecoturbo             |
| 1986 | Nejelo se          | Nejelo se              | Nejelo se                   |
| 1987 | Belgie             | Ludo Peeters           | Superconfex–Yoko            |
| 1988 | Belgie             | Henrik Redant          | Isoglass–Robland            |
| 1989 | Belgie             | Edwig Van Hooydonck    | Superconfex–Yoko            |
| 1990 | Belgie             | Henrik Redant          | Lotto–Super Club            |
| 1991 | Belgie             | Johnny Douwe           | Tulip Computers             |
| 1992 | Německo            | Olaf Ludwig            | Panasonic–Sportlife         |
| 1993 | Nejelo se          | Nejelo se              | Nejelo se                   |
| 1994 | Belgie             | Johan Museeuw          | GB–MG Maglificio            |
| 1995 | Francie            | Frédéric Moncassin     | Novell                      |
| 1996 | Dánsko             | Rolf Sørensen          | Rabobank                    |
| 1997 | Belgie             | Johan Museeuw          | Mapei–GB                    |
| 1998 | Belgie             | Andrei Tchmil          | Lotto–Mobistar              |
| 1999 | Belgie             | Jo Planckaert          | Lotto–Mobistar              |
| 2000 | Belgie             | Andrei Tchmil          | Lotto–Adecco                |
| 2001 | Belgie             | Peter Van Petegem      | Mercury–Viatel              |
| 2002 | Estonsko           | Jaan Kirsupuu          | AG2R Prévoyance             |
| 2003 | Nizozemsko         | Roy Sentjens           | Rabobank                    |
| 2004 | Nizozemsko         | Steven de Jongh        | Rabobank                    |
| 2005 | Spojené státy      | George Hincapie        | Discovery Channel           |
| 2006 | Belgie             | Nick Nuyens            | Quick-Step–Innergetic       |
| 2007 | Belgie             | Tom Boonen             | Quick-Step–Innergetic       |
| 2008 | Nizozemsko         | Steven de Jongh        | Quick-Step                  |
| 2009 | Belgie             | Tom Boonen             | Quick-Step                  |
| 2010 | Nizozemsko         | Bobbie Traksel         | Vacansoleil                 |
| 2011 | Austrálie          | Christopher Sutton     | Team Sky                    |
| 2012 | Spojené království | Mark Cavendish         | Team Sky                    |
| 2013 | Nejelo se          | Nejelo se              | Nejelo se                   |
| 2014 | Belgie             | Tom Boonen             | Omega Pharma–Quick-Step     |
| 2015 | Spojené království | Mark Cavendish         | Etixx–Quick-Step            |
| 2016 | Belgie             | Jasper Stuyven         | Trek–Segafredo              |
| 2017 | Slovensko          | Peter Sagan            | Bora–Hansgrohe              |
| 2018 | Nizozemsko         | Dylan Groenewegen      | LottoNL–Jumbo               |
| 2019 | Lucembursko        | Bob Jungels            | Deceuninck–Quick-Step       |
| 2020 | Dánsko             | Kasper Asgreen         | Deceuninck–Quick-Step       |
| 2021 | Dánsko             | Mads Pedersen          | Trek–Segafredo              |
| 2022 | Nizozemsko         | Fabio Jakobsen         | Quick-Step–Alpha Vinyl      |
| 2023 | Belgie             | Tiesj Benoot           | Team Jumbo–Visma            |
| 2024 | Belgie             | Wout van Aert          | Visma–Lease a Bike          |
| 2025 | Belgie             | Jasper Philipsen       | Alpecin–Deceuninck          |

### Vítězství dle zemí
| Vítězství | Země                                                                         |
| --------- | ---------------------------------------------------------------------------- |
| 55        | Belgie                                                                       |
| 10        | Nizozemsko                                                                   |
| 3         | Dánsko                                                                       |
| 2         | Německo, Spojené království                                                  |
| 1         | Austrálie, Estonsko, Francie, Lucembursko, Slovensko, Spojené státy americké |